# El Berrueco
El Berrueco és un municipi de la Comunitat de Madrid. Es troba al nord de la Comunitat de Madrid entre dos alineaments muntanyencs que els separa de les províncies limítrofes de Segòvia i Guadalajara en els últims contraforts de la Sierra de Guadarrama. El nucli poblacional es troba en un terreny pla, a l'esquena de la Sierra de La Cabrera i justament davant de l'Embassament del Atazar, que ocupa aquestes grans extensions de terreny municipal. En aquest embassament desemboquen nombrosos rierols, entre els quals destaquem el Rierol Jobalo i el Rierol de La Dehesilla.

## Història
L'existència dels primers assentaments situats en el territori d'El Berrueco es poden situar en les albors de la cristiandat, permetent-nos descendir més o menys a l'edat de bronze. L'assentament actual de la vila del Berrueco se situa en dates no molt anteriors als segles x i xi. El Berrueco era un dels llogarets de la vila d'Uceda. Aquesta vila pertanyia a l'arquebisbat de Toledo fins que en 1575 la vila d'Uceda i els seus llogarets i llocs, per reial cèdula de Papa Gregori XIII, al rei Felip II va passar a pertànyer a la corona. Davant aquesta situació en 1593, El Berrueco va aprofitar per a independitzar-se i proclamar-se vila, eximint-se de la jurisdicció de la vila d'Uceda. Va ser llavors quan la corona va ordenar la instal·lació en el seu terme d'una forca i una picota.
Entre els segles XVII i XVIII la majoria dels habitants de la vila es dedicaven a labors agrícoles i ramaderes imperant sobretot aquestes últimes. Existia per aquell temps una associació de ramaders pertanyent a la Mesta. Aquesta associació era duta per un alcalde i un escrivà nomenats pel Berrueco, Cabanillas, Venturada i Redueña. Tots els ramaders d'aquests pobles es reunien el dia de Sant Bernabé, (l'11 de juny) a l'ermita de Santo Domingo de Cabanillas per a solucionar qualsevol tipus de problema derivat de l'activitat que realitzaven. A partir de 1873 tots límits municipals van a mantenir la seva actual fesomia a conseqüència de llargs plets, entre els quals destaquen els mantinguts amb els llogarets de La Cabrera i Sieteiglesias, principalment amb la primera, ja que entre els termes d'ambdues era per on corria La La Canyada Real Segoviana.
En 1859 es produïx la venda dels béns municipals per la desamortització, a conseqüència de la qual cosa es va formar la Societat de Veïns del Berrueco amb la finalitat de recuperar les finques venudes. La desamortització de la Devesa Boyal conclou en 1898 amb el pagament a Hisenda de 3% de 7.000 ptes. Anterior a 1902 manquem de dades referents a matèria d'educació. Sabem que en 1956 es va produir un increment de població important que va suposar una millorança en l'ordre sociocultural. També a la fi del S. XIX es van realitzar les obres del canal Isabel II promovent l'obertura de pedreres per a la construcció del canal.